# Громадянська війна в Самоа (1898—1899)
Громадянська війна в Самоа (1898—1899), також Друга громадянська війна в Самоа (англ. Second Samoan Civil War) — збройний конфлікт між угрупованнями жителів архіпелагу Самоа, що відбувався на фоні протистояння між Німецькою, Британською імперіями та США, які сперечалися про те, хто має контролювати ланцюг островів Самоа, розташованих у південній частині Тихого океану.
Після закінчення війни в 1899 році США дісталася східна частина островів, німцям — західна частина островів, а британцям були передані північні Соломонові острови Шуазель, Ісабель і острови Шортленд, які раніше належали Німецькій імперії. Німецька половина тепер є незалежною державою — Самоа. Половина США все ще залишається під контролем уряду США як територія Американського Самоа.

## Історія
Після смерті Малієтоа Лаупепи Мата'афа Йозефо повернувся з вигнання і був обраний радою самоанських вождів до влади. У відповідь британський Королівський флот і ВМС США висадили війська в Апіа на підтримку сина Лаупепи Маліетоа Танумафілі І, який виступив проти підтримуваного Німеччиною Матаафи.
Першою битвою в конфлікті за участю британців і американців була облога Апіа; коли військово-морські сили висадили десант, вони зайняли більшу частину міста, сили Матаафана атакували, тож британські та американські військові кораблі в гавані Апіа почали обстріл корабельною артилерією ворожих позицій навколо міста. Після конфлікту сили матаафаїтів відступили до опорного пункту Вайлеле. В пошуках противника американці та британці розпочали кілька пошукових операцій у густі джунглі, щоб знайти людей вождя.
Наприкінці березня спільна експедиція британських, американських і самоанських сил пройшла вздовж узбережжя від Апіа до Вайлеле. Під час відступу самоанських повстанців точилися сутички, і два села були знищені. 1 квітня експедиція з 26 морських піхотинців, 88 матросів і 136 самоанців заглибилася вглиб території острову, намагаючись атакувати сили противника у Вайлеле, і вийшовши з-під захисту корабель ної артилерії. Крейсери «Філадельфія», «Тауранга», «Попос» і корвет «Рояліст» висадили моряків і морську піхоту, «Рояліст» був відправлений попереду експедиції для бомбардування двох фортів, що охороняли підступи до Вайлеле.

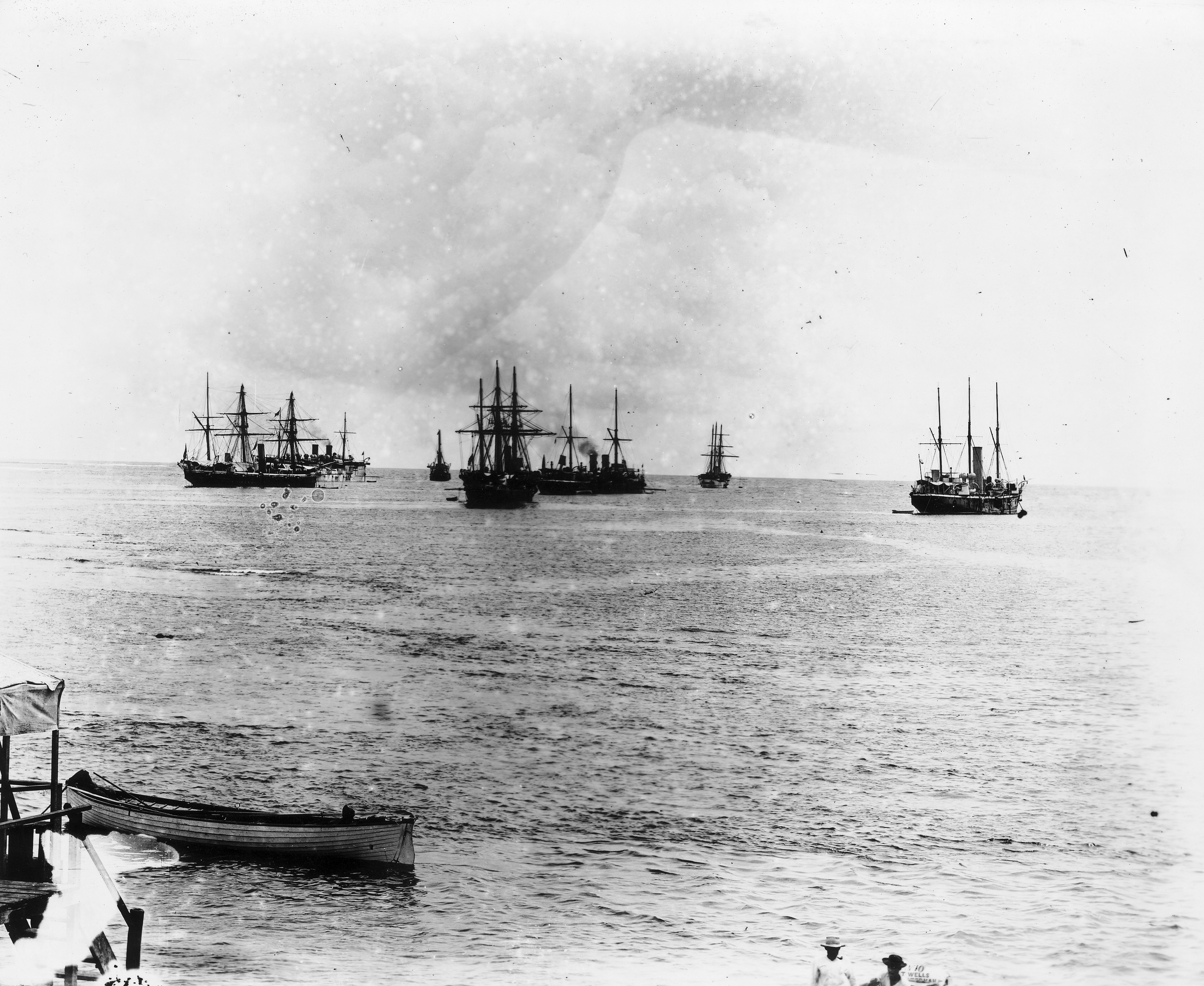
Німецькі, британські та американські військові кораблі в бухті Апіа. 1899

1 квітня 1899 року сталася Друга битва при Вайлеле, яка завершилася поразкою експедиційних сил. Вони відступили назад до Апіа. 13 квітня британські війська розширили плацдарм на південь від Вайлеле, і того дня матафаанці атакували, але були відбиті. Пізніше інша експедиція знову спробувала атакувати противника, що оборонявся навколо Вайлеле. Повстанці знову перемогли, коли витримали атаку британців на два форти. Зіткнення сталося поблизу поля бою, де у 1889 році під час Першої громадянської війни на острові, самоанські повстанці перемогли німецькі війська. 25 квітня відбулася Друга битва при Апії, коли невеликі сили самоанців напали на патруль морської піхоти США, але були вигнані без втрат.
Зрештою кожна зі сторін, не досягши визначеної мети, сіла за стіл перемовин. 2 грудня 1899 року сторони конфлікту підписали Тристоронню конвенцію, за якою було досягнуто згоди про поділ Самоанських островів на Американське Самоа та Німецьке Самоа.